# Witali Alexandrowitsch Lyszow
Witali Alexandrowitsch Lyszow (russisch Виталий Александрович Лысцов; * 11. Juli 1995 in Woronesch) ist ein russischer Fußballspieler.

## Karriere

### Verein
Lyszow begann seine Karriere bei Lokomotive Moskau. Im September 2012 stand er im Cup gegen Torpedo Armawir erstmals im Profikader. Sein Debüt für die Profis in der Premjer-Liga gab er im November 2012, als er am 17. Spieltag der Saison 2012/13 gegen den FK Krasnodar in der Nachspielzeit für Felipe Caicedo eingewechselt wurde. Dies blieb sein einziger Saisoneinsatz. In der Saison 2013/14 kam er nur für die U-19 der Moskauer zum Einsatz.
Zur Saison 2014/15 wechselte Lyszow nach Portugal zum Drittligisten União Leiria. Nach sieben Drittligaeinsätzen wurde er im Februar 2015 an die zweitklassige Zweitmannschaft von Benfica Lissabon verliehen. Bis zum Ende der Spielzeit kam er zu 14 Einsätzen für Benfica B in der Segunda Liga. Zur Saison 2015/16 verpflichtete ihn Benfica fest. In der Saison 2015/16 absolvierte er 27 Spiele in der zweithöchsten portugiesischen Spielklasse. Zur Saison 2016/17 wurde er an den Erstligisten CD Tondela verliehen. Für Tondela kam er während der Leihe zu sechs Einsätzen in der Primeira Liga. Zur Saison 2017/18 kehrte er wieder nach Lissabon zurück. In der Saison 2017/18 absolvierte er 21 Spiele für Benfica B. In der Saison 2018/19 kam er verletzungsbedingt nie zum Einsatz.
Im September 2019 kehrte Lyszow nach Russland zurück und wechselte zum Erstligisten Krylja Sowetow Samara. In Samara kam er in der Saison 2019/20 achtmal in der Premjer-Liga zum Einsatz, aus der er mit dem Verein jedoch zu Saisonende abstieg. Nach dem Abstieg wechselte er zur Saison 2020/21 zu Lokomotive Moskau, wo er einst seine Karriere begonnen hatte. In der Saison 2020/21 kam er zu fünf Einsätzen für Lok Moskau.
Zur Saison 2021/22 wurde er an den Ligakonkurrenten Achmat Grosny verliehen. Für die Tschetschenen kam er zu 13 Einsätzen. Zur Saison 2022/23 kehrte er nicht mehr nach Moskau zurück, dort wurde nämlich sein Vertrag im Juli 2022 aufgelöst. Nach einem Halbjahr ohne Klub wechselte er im Februar 2023 zum Ligakonkurrenten FK Chimki. Für Chimki kam er zu acht Einsätzen in der Premjer-Liga, aus der er mit dem Team aber abstieg. Nach der Saison 2022/23 verließ er den Verein dann wieder.
Im September 2023 kehrte Lyszow nach Portugal zur mittlerweile zweitklassigen União Leiria zurück.

### Nationalmannschaft
Lyszow durchlief ab der U-16 sämtliche russische Jugendnationalteams. Für die U-21-Auswahl kam er zwischen November 2014 und Oktober 2016 neunmal zum Einsatz.